# Control (film)
Control (ang. Control) – brytyjsko-amerykański dramat biograficzny z 2007 roku w reżyserii Antona Corbijna. Historia muzyka zespołu Joy Division, Iana Curtisa, będąca adaptacją książki napisanej przez jego żonę Deborah pt. Touching from a Distance (wydana w 1995). Pełnometrażowy debiut reżyserski, który ożywił legendę tragicznie zmarłego wokalisty.
Zdjęcia do filmu ruszyły 3 lipca 2006 roku i trwały kolejnych 7 tygodni. Obraz kręcono w Nottingham, Manchesterze oraz w Macclesfield w hrabstwie Cheshire, gdzie Curtis naprawdę mieszkał i zmarł.

## Tytuł
Tytuł filmu nawiązuje do jednej z najbardziej znanych piosenek zespołu Joy Division "She's Lost Control". Tekst utworu odnosi się do chorej na epilepsję dziewczyny, którą Curtis poznał pracując w biurze pośrednictwa pracy. Jej śmierć w czasie jednego z ataków bardzo go poruszyła.

## Opis fabuły
Film pokazuje siedem ostatnich lat życia Iana Curtisa wokalisty zespołu Joy Division: od czasów licealnych w robotniczym miasteczku do samobójczej śmierci w przeddzień amerykańskiego tournée zespołu. Control jest osobistą historią chłopaka chorego na epilepsję, rozdartego pomiędzy życiem rodzinnym, rosnącą sławą oraz miłością do innej kobiety. Ten trójkąt, z którego żadnego elementu Ian Curtis zrezygnować nie potrafił, stał się przyczyną jego śmierci.

## Obsada
- Sam Riley – Ian Curtis
- Samantha Morton – Deborah Curtis
- Alexandra Maria Lara – Annik Honoré
- Joe Anderson – Peter Hook
- Harry Treadaway – Stephen Morris
- James Anthony Pearson – Bernard Sumner
- Craig Parkinson – Tony Wilson
- Toby Kebbell – Rob Gretton